# Mikrobølge
Mikrobølger er elektromagnetiske bølger med bølgelængde fra omkring 1 mm (300 GHz) til 1 m (300 MHz).  
Mikrobølger omfatter frekvensbåndene UHF, SHF og EHF.
Brugt til blandt andet trådløs kommunikation, radar og mikrobølgeovne (der opererer ved vands absorptionslinje på ca 2,45 GHz).